# Ляене-Гар'ю (волость)
Ля́ене-Га́р'ю (ест. Lääne-Harju vald) — волость в Естонії, одиниця самоврядування в повіті Гар'юмаа, утворена під час адміністративної реформи 2017 року шляхом добровільного об'єднання міста-муніципалітету Палдіскі з волостю Кейла і примусового приєднання до них волостей Вазалемма й Падізе.

## Географічні дані
Площа волості — 646 км2 (64 571 га).
На територіях, що склали новоутворене самоврядування, станом на 1 січня 2017 року сумарна чисельність населення становила 12 641 особу. У місті Палдіскі мешкав 3 681 житель, у волостях: Вазалемма — 2 435, Кейла — 4 810, Падізе — 1 715 осіб.

## Населені пункти
Адміністративний центр — місто Палдіскі, де розташовуються волосні рада та управа. Також відкриті пункти надання адміністративних послуг у колишніх волосних центрах: Вазалемма, Кейла та Падізе.
До складу волості входять населені пункти:
— місто без статусу самоврядування (vallasisene linn) Палдіскі;
— 6 селищ (alevik): Вазалемма (Vasalemma), Емарі (Ämari), Кар'якюла (Karjaküla), Кейла-Йоа (Keila-Joa), Клооґа (Klooga), Румму (Rummu);
— 45 сіл (küla):
Алліклепа (Alliklepa), Алткюла (Altküla), Аудевялья (Audevälja), Валксе (Valkse), Вескікюла (Veskiküla), Вігтерпалу (Vihterpalu), Вілівалла (Vilivalla), Вінтсе (Vintse), Гар'ю-Рісті (Harju-Risti), Гату (Hatu), Енґлема (Änglema), Іллурма (Illurma), Казепере (Kasepere), Карілепа (Karilepa), Кеелва (Keelva), Кейбу (Keibu), Керсалу (Kersalu), Киммасте (Kõmmaste), Клооґаранна (Kloogaranna), Кобру (Kobru), Кулна (Kulna), Курксе (Kurkse), Кяесалу (Käesalu), Лаане (Laane), Ланґа (Langa), Лаокюла (Laoküla), Лауласмаа (Laulasmaa), Легола (Lehola), Леммару (Lemmaru), Логусалу (Lohusalu), Мадізе (Madise), Маеру (Maeru), Меремийза (Meremõisa), Метслиуґу (Metslõugu), Мяера (Määra), Нагк'яла (Nahkjala), Нійтвялья (Niitvälja), Огту (Ohtu), Падізе (Padise), Пае (Pae), Педазе (Pedase), Пиллкюла (Põllküla), Сууркюла (Suurküla), Тимміку (Tõmmiku), Туулна (Tuulna).

## Історія
13 липня 2017 року на підставі Закону про адміністративний поділ території Естонії Уряд Республіки прийняв постанову № 126 про утворення нової адміністративної одиниці — волості Ляене-Гар'ю — шляхом об'єднання територій міського самоврядування Палдіскі й трьох волостей: Вазалемма, Кейла й Падізе. Зміни в адміністративно-територіальному устрої, відповідно до постанови, мали набрати чинності з дня оголошення результатів виборів до ради нового самоврядування. 31 липня волосні ради Вазалемма та Падізе, не бажаючи добровільно об'єднуватися, оскаржили примусове злиття у Верховному суді.
15 жовтня 2017 року в Естонії відбулися вибори в органи місцевої влади. 19 жовтня судова колегія конституційного нагляду відхилила заяву волосних рад Вазалемма та Падізе і залишила рішення Уряду без змін. Утворення волості Ляене-Гар'ю набуло чинності 24 жовтня 2017 року. Місто Палдіскі, що втратило статус самоврядування, і волості Вазалемма, Кейла й Падізе вилучені з «Переліку адміністративних одиниць на території Естонії».

## Керівництво волості
Старійшина
- 4 листопада 2017 — … Яанус Саат (Jaanus Saat)

Голова волосної ради
- 30 жовтня 2017 — … Кюллі Таммур (Külli Tammur)

## Пам'ятки природи
На території волості засновані ландшафтні заповідники Лауласмаа й Пакрі та природний заповідник Нива.